# 南園町
南園町（みなみそのまち）は、愛知県名古屋市中区の地名。

## 歴史

### 沿革
- 1878年（明治11年） - 下園町の一部により、名古屋区南園町として成立[1]。
- 1889年（明治22年）10月1日 - 名古屋市成立に伴い、同市南園町となる[1]。
- 1908年（明治41年）4月1日 - 中区成立に伴い、同区南園町となる[1]。
- 1944年（昭和19年）2月11日 - 栄区成立に伴い、同区南園町となる[1]。
- 1945年（昭和20年）11月3日 - 栄区廃止に伴い、中区南園町となる[1]。
- 1966年（昭和41年）3月30日 - 一部が栄一丁目に編入される[5]。
- 1969年（昭和44年）10月21日 - 残部全域が大須一丁目に編入され、消滅[2]。